# Henry Winter Davis
Henry Winter Davis, född 16 augusti 1817, död 30 december 1865, var en amerikansk politiker.
Davis blev advokat i Virginia 1841, och 1850 i sin födelsestad Maryland. Trots att han själv kom från en slavstat var Davis abolitionist. Man var medlem representanthuset 1855-61 och 1863-65. Han anslöt han sig, sedan han 1860 understött John Bells kandidatur och 1860-61 försökt medla mellan nord- och sydstaterna, 1861 till republikanerna, vars mest radikala flygel han tillhörde. Davis bekämpade våldsamt och hänsynslöst Abraham Lincolns försoningspolitik gentemot södern.